# Blackjack Mulligan
Robert Jack Windham (Sweetwater, 26 de novembro de 1942 – Tampa, 7 de abril de 2016), mais conhecido como Blackjack Mulligan é um ex-lutador de wrestling profissional e ex-jogador de futebol americano estadunidense. Ele era pai dos lutadores Barry e Kendall Windham, sogro de Irwin R. Schyster, e avô de Bray Wyatt e Bo Dallas.

## Carreira
Quando jovem, Windham jogou futebol americano na Texas Western University. Ele jogou pelos New York Jets durante a pré-temporada de 1966, recebendo testes com New Orleans Saints e Denver Broncos. Após jogar futebol, a pedidos de Wahoo McDaniel, Windham treinou com Joe Blanchard em Corpus Christi, Texas e com Verne Gagne, e se tornou um lutador na American Wrestling Association. Ele mudou-se para a World Wide Wrestling Federation e se tornou um vilão, Blackjack Mulligan. Usando sungas, chapéus e luvas pretas, e usando o clawhold como movimento de finalização, pareceu uma imitação do lutador da AWA Blackjack Lanza, com The Grand Wizard como manager. Mulligan conseguiu mais sucesso no nordeste.
Mulligan retornou ao meio-oeste, formando uma dupla com Lanza, The Blackjacks. Eles conquistaram diversos títulos de dupla nos diversos territórios afiliados a NWA, e o WWWF World Tag Team Championship em agosto de 1975.
Blackjack retornou para as lutas individuais na Jim Crockett Promotions, onde ganharia o NWA United States Heavyweight Championship e a versão do Meio-Atlântico do NWA World Tag Team Championship com Ric Flair.
Mulligan normalmente enfrentava André the Giant, criando uma rivalidade em diversas regiões diferentes durante a década de 1980. Mulligan lutaria na Flórida como um mocinho. Ele normalmente formava duplas com Dusty Rhodes, Dick Murdoch e com seu filho, Barry Windham.
Em 1986, Mulligan lutou mascarado como "Big Machine," parte de um time com "The Giant Machine" (André the Giant) e "Super Machine" (Bill Eadie) conhecidos coletivamente como The Machines. Mais tarde, ele viajou para Dallas para competir na World Class Championship Wrestling, como um vilão, enfrentando Bruiser Brody, Chris Adams, e Kevin e Lance Von Erich.
Mulligan e seu parceiro da dupla Blackjacks, Jack Lanza, foram introduzidos ao Hall da Fama da WWE em 1 de abril de 2006, por seu manager Bobby Heenan.

## No wrestling
- Movimentos de finalização
  - Clawhold
  - Lariat

- Movimentos secundários
  - Diving shoulder block

- Managers
  - Bobby Heenan

## Títulos e prêmios
- Championship Wrestling from Florida
  - NWA Brass Knuckles Championship (versão da Flórida) (1 vez)
  - NWA United States Tag Team Championship (versão da Flórida) (1 vez) - com Dusty Rhodes

- European Wrestling Union
  - EWU World Super Heavyweight Championship (1 vez)

- International Pro Wrestling
  - IWA World Tag Team Championship (1 vez) - com Larry Hennig

- International Wrestling Federation
  - IWF Heavyweight Championship (1 vez)

- Mid-Atlantic Championship Wrestling
  - NWA United States Heavyweight Championship (versão do Meio-Atlântico) (2 vezes)
  - NWA World Tag Team Championship (versão do Meio-Atlântico) (1 vez) - com Ric Flair

- NWA Big Time Wrestling
  - NWA American Heavyweight Championship (1 vez)
  - NWA American Tag Team Championship (1 vez) - com Blackjack Lanza
  - NWA Texas Heavyweight Championship (1 vez)
  - NWA Texas Tag Team Championship (1 vez) - com Blackjack Lanza

- NWA Western States Sports
  - NWA International Heavyweight Championship (versão de Amarillo) (2 vezes)
  - NWA Western States Tag Team Championship (1 vez) - com Dick Murdoch

- Pro Wrestling Illustrated
  - Lutador Mais Inspirador do Ano (1978)[2]
  - PWI o colocou na #159ª posição dos melhores lutadores de todos os tempos em 2003

- World Wrestling Association
  - WWA World Heavyweight Championship (1 vez)
  - WWA World Tag Team Championship (1 vez) - com Blackjack Lanza[3]

- World Wide Wrestling Federation / World Wrestling Entertainment
  - WWE Hall of Fame (Classe de 2006)
  - WWWF World Tag Team Championship (1 vez) - com Blackjack Lanza
  - WWWF United States Championship (3 vezes)